# Amt Kuchenheim
Das Amt Kuchenheim war ein Amt im Kreis Euskirchen in der preußischen Rheinprovinz und in Nordrhein-Westfalen. Es ging aus der Bürgermeisterei Kuchenheim hervor. Das Gebiet des Amtes gehört heute größtenteils zur Stadt Euskirchen.

## Bürgermeisterei Kuchenheim
Das Gebiet des Amtes gehörte bis zur Franzosenzeit zum Amt Euskirchen im Herzogtum Jülich. Von 1798 bis 1814 standen alle linksrheinischen Gebiete unter französischer Herrschaft. Während dieser Zeit wurde nach französischem Vorbild die Mairie Kuchenheim eingerichtet, die zum Kanton Rheinbach im Arrondissement Bonn des Rhein-Mosel-Departements gehörte. Nachdem das Rheinland 1814 an Preußen gefallen war, wurde aus der Mairie die preußische Bürgermeisterei Kuchenheim, die 1816 zum neuen Kreis Rheinbach kam. Sie umfasste die Landgemeinden Flamersheim, Großbüllesheim, Kirchheim, Kleinbüllesheim, Kuchenheim, Niederkastenholz, Palmersheim, Roitzheim, Schweinheim, Stotzheim, Weidesheim und Wüschheim.

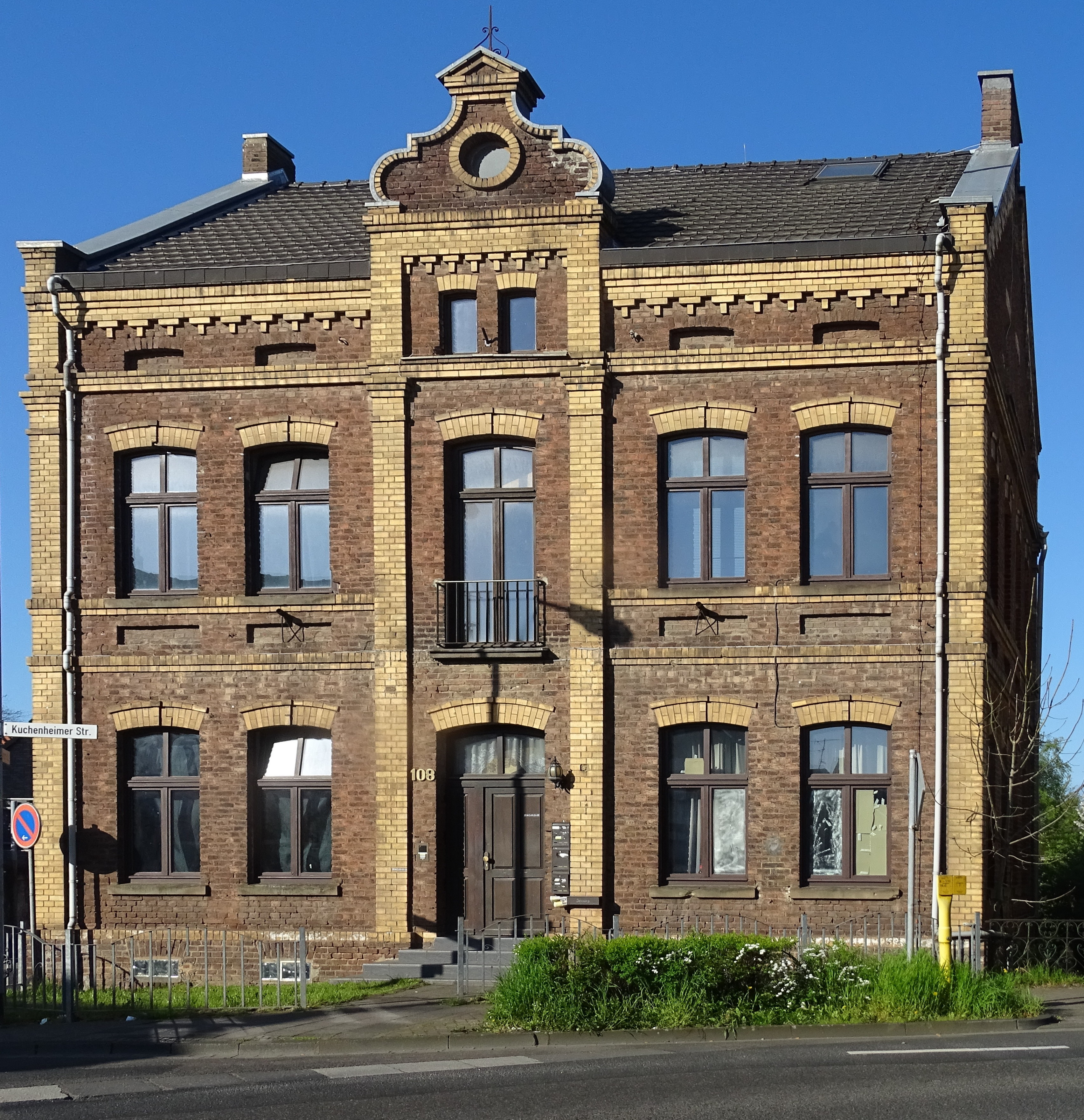
Ehemaliges Bürgermeisteramt in Kuchenheim

## Amt Kuchenheim
Am Ende des Jahres 1927 wurde die Bezeichnung aller rheinischen Landbürgermeistereien in „Amt“ geändert. Die Bürgermeisterei Kuchenheim hieß nun Amt Kuchenheim. Im Rahmen der preußischen Kreisreform vom 1. Oktober 1932 kamen die Gemeinden Esch und Straßfeld aus dem aufgelösten Kreis Rheinbach zum Amt Kuchenheim dazu. Am 5. Mai 1955 wurde die Gemeinde Esch in Dom-Esch umbenannt.
Dem Amt gehörten zuletzt 14 Gemeinden an:
- Dom-Esch
- Flamersheim
- Großbüllesheim
- Kirchheim
- Kleinbüllesheim
- Kuchenheim
- Niederkastenholz
- Palmersheim
- Roitzheim
- Schweinheim
- Stotzheim
- Straßfeld
- Weidesheim
- Wüschheim

Das Amt Kuchenheim wurde am 1. Juli 1969 durch das Gesetz zur Neugliederung des Landkreises Euskirchen aufgelöst. Straßfeld wurde Teil der Gemeinde Swisttal im Rhein-Sieg-Kreis; alle übrigen Gemeinden wurden in die Stadt Euskirchen eingegliedert.

## Einwohnerentwicklung
| Jahr | Einwohner | Quelle |
| ---- | --------- | ------ |
| 1843 | 06.177    | [ 4 ]  |
| 1871 | 07.078    | [ 5 ]  |
| 1885 | 07.456    | [ 6 ]  |
| 1910 | 08.084    | [ 7 ]  |
| 1925 | 08.519    | [ 8 ]  |
| 1939 | 09.529    | [ 9 ]  |
| 1950 | 12.260    | [ 10 ] |
| 1961 | 13.054    | [ 10 ] |